# Paisley Park
Paisley Park är en låt av Prince & The Revolution, utgiven som singel den 24 maj 1985. Låten handlar om en plats i Chanhassen i Minnesota, där Prince senare lät uppföra sin Paisley Park Studios. 

## Låtlista
Singel
- A. "Paisley Park" – 4:41
- B. "She's Always in My Hair" – 3:27

Maxisingel
- A1. "Paisley Park" – 4:41
- A2. "She's Always in My Hair" – 3:27
- B. "Paisley Park" (Remix) – 6:53

## Medverkande
- Prince – sång, bakgrundssång, gitarr, Yamaha DX7, Linn LM-1, fingercymbaler
- Wendy Melvoin – bakgrundssång
- Lisa Coleman – bakgrundssång
- Novi Novog – violin